# آلته البه
آلته البه (به آلمانی: Alte Elbe) یک رود در آلمان است که در یرایشوور لاند واقع شده‌است.